# 小行星17803
小行星17803（17803 Barish）是一颗绕太阳运转的小行星，为主小行星带小行星。该小行星于1998年3月20日发现。

## 轨道参数
小行星17803的轨道半长轴为2.4766249 UA，离心率为0.179。